# ЛуАЗ-1301
ЛуАЗ-1301 — прототип компактного позашляховика, що розроблявся з кінця 1980-х років на Луцькому автомобільному заводі. У 1989 році дослідний зразок з'являвся на обкладинці журналу «За кермом», а публікація в журналі була стриманою — на новий радянський автомобіль заводу грошей не дали.
Заводу було потрібне нове складальне виробництво і фарбувальний комплекс.

## Історія створення
Вперше рестайлінговий варіант ЛуАЗ-969М було створено у 1984 р. Цей автомобіль відрізнявся лише новою формою кузова та салону, технічне ж оснащення залишилось незмінним.
Наступна спроба вдосконалити застарілий, на той час 969М. Цей варіант був модернізацією моделі 1984 року. Зразок було збудовано вкінці 1988 року, і декілька автівок проходили випробування. Акцент в конструкції був зроблений на передових, ще не випробовуваних в Радянському Союзі технічних рішеннях — автомобіль мав каркасно-панельний кузов (стальний несучий каркас із зовнішніми панелями із пластмаси), змінюваний дорожній просвіт (його збільшують нагнітаючи повітря в пневмобалони підвіски електричним бортовим компресором, або, на хорошій дорозі, зменшують), торсіонна підвіска була замінена на незалежну пружинну, в трансмісію введено блокуючий міжосьовий диференціал, привід всіх коліс — постійний, без відключення заднього мосту. Дах і боковини задньої частини кузова — знімні. Силовий агрегат — на базі двигуна МеМЗ-245, «Таврії».
В 1992 році на основі моделі ЛуАЗ-1301 створили перший експериментальний автомобіль ЛуАЗ-1303 з двигуном МеМЗ-245-20 і підвіскою MacPherson.
У 1994 році на виставці МИМС-94 у Москві було представлено технічно-інноваційний варіант автомобіля. Він мав цілий ряд прогресивних опцій, порівняно із 969М, таких як: пневмопідвіска, блокування диференціалів та пластиковий обтічний кузов. Все це підвищило рівень комфорту та безпеки пасажирів, при цьому автомобіль не втратив своєї основної відмінної якості — високої прохідності по бездоріжжю. Виставлений на виставці автомобіль був застарілий і малопотужний.
У 2002 році був представлений третій і останній варіант модернізації цього автомобіля.

### Прототип 2002 року
Автомобіль був вперше представлений на автосалоні SIA'02 у Києві. Паралельно із презентацією, на сайті автовиробника було оголошено конкурс на найкращу назву для автомобіля. Це був принципово новий автомобіль, який відрізнявся від усіх своїх попередників як із дизайнерської точки зору так із технічної. Надалі планувалося випустити п'ятидверний варіант прототипу та пікап.
У 2002 році завод запланував випустити 50 випробувальних екземплярів, а вже у 2003 дійти до 1000 шт. (500шт). в рік. Серійний випуск був запланований на 2004 рік. В 2003 році за даними інформаційно-аналітичної компанії «Автоконсалтинг» зумів виготовити всього лиш 43 позашляховики ЛуАЗ-1301.
Станом на лютий 2004 року справи з випуском автомобіля в кількості запланованих 500 шт і на далі залишаються туманними. А планувалось випускати до 4000 автомобілів в рік. Усі питання по виготовленню деталей, вузлів та агрегатів були практично вирішені, залишалось лише вирішити питання із виготовленням редуктора заднього моста.
Автомобіль, вперше у країнах СНД, отримав повністю пластиковий кузов, лише його тримальна конструкція виконувалася із металу. З'явилися різні комплектації. Пропонувалось 3 комплектації: «Стандарт», «Елегант», «Люкс». Загалом екземплярів було випущено 6: 4 — звичайні, легкові, 3х-дверні; 1 — пікап; 1 — спецавтомобіль швидкої допомоги. Останній відрізнявся подовженою базою, опціями, які встановлюються на автомобілі даного типу.
Звичайні пасажирські, легкові варіанти були виконані у 4х кольорах: червоному, сірому, золотистому та бронзовому.

### Технічні особливості

#### Дизайн
Дизайн розроблявся конструкторами ЛуАЗу, із уніфікацією деталей автомобілів ЗАЗ. Такі деталі як передні фари, двері конструктивно були запозичені у автомобіля «ЗАЗ-Таврія», але двері було виконано дещо вищими ніж у донора. Загалом же,дверні замки,дзеркала заднього виду були ЗАЗівськими. Задні двері були двосекційними: верхня частина відкидалась вгору,нижня - вниз.

#### Салон
Салон автомобіля уніфікований з автомобілями сімейства «ЗАЗ-Таврія», за виключенням заднього сидіння. Передбачалися комплектації як із окремими двома,так із суцільним 2х місним «диваном». У даху автомобіля у стандартній комплектації передбачався люк. Під сидіннями водія та переднього пасажира знаходилися паливний бак та запасне колесо відповідно. Це дозволило уникнути головної проблеми задньопривідного автомобіля — трансмісійного тунелю. Місце водія та переднього пасажира додатково укомплектовувались ременями безпеки.

#### Двигун
Розглядалися різні варіанти двигунів, як бензинові,так і дизельні, але до нього так справа і не дійшла. Бензинові варіанти були представлені удосконаленими вприсковими моделями МеМЗ-2457, МеМЗ-307 та ВАЗ.

#### Трансмісія
Трансмісія даних прототипів представлена різними варіантами, залежно від двигуна. На двигунах МеМЗ встановлювалась 4х або 5-ст. КПП ЗАЗ, двигуни ВАЗ укомплектовувались 5-ст. КПП ИЖ «ОДА». Роздавальна коробка, на відміну від попередника, виконана окремо від КПП і була розроблена інженерами ЛуАЗ. Редуктори заднього і переднього мостів були запозичені у автомобілів ВАЗ та модернізовані, задля підвищення надійності та виключення шумності. Півосі були уніфіковані з ВАЗівськими, але модернізовані конструкторами ЛуАЗу. Наявність колісних редукторів, якими оснащувався попередник ЛуАЗ-1302, не передбачалась, що дозволило досягти більшого комфорту в салоні авто, за рахунок зниження шуму.

#### Підвіска
Підвіска усіх 4-х коліс незалежна, типу «МакФерсон». Передня її частина уніфікована з автомобілем ВАЗ-2108, задня із ЗАЗ-1102 «Таврія». Гальмівна система гідравлічна, 2х контурна, тип передніх механізмів — дисковий, задніх — барабанний. Рульове керування рейкового типу, із підсилювачем, уніфіковане із автомобілем ВАЗ-2108.

## Закриття проекту
У зв'язку із недостатнім фінансуванням, серійний випуск моделі відклали на 2005 рік. Та уже через рік генеральний директор ЛуАЗу Володимир Гунчик, заявив що виробництво даного автомобіля буде нерентабельним у зв'язку з тим що модельний ряд давно застарілий і не буде мати продовження. Таким чином у 2006 році стало остаточно відомо, що випуск авто у серійне виробництво не відбудеться, і проект ЛуАЗ-1301 остаточно закритий.